# ميكي لانغ
ميكي لانغ (بالإنجليزية: Mickey Lang)‏ هو لاعب هوكي الجليد أمريكي، ولد في 13 أغسطس 1986 في رينو في الولايات المتحدة.

## وصلات خارجية
- ميكي لانغ على موقع دوري الهوكي الوطني (الإنجليزية)
- ميكي لانغ على موقع EliteProspects.com (الإنجليزية)
- ميكي لانغ على موقع HockeyDB.com (الإنجليزية)